# رضوان أبو عياش
رضوان أبو عياش (1950 - 2013) سياسي وإعلامي فلسطيني، أسس وترأس هيئة الاذاعة والتلفزيون الفلسطينية منذ قيام السلطة الوطنية الفلسطينية في العام 1994 وحتى العام 2005، ثم عمل وكيلاً لوزارة الثقافة الفلسطينية حتى العام 2009.

## نشأته
ولد في مخيم عسكر للاجئين الفلسطينيين – نابلس، لأبوين هجرا من قريتهما الجماسين الشرقي قضاء يافا عام 1948 على أيدي العصابات الصهيونية إبان نكبة فلسطين، وقد ولد في 15/ 6/ 1950 متزوج وله ثلاث بنات وولدان، ويقيم في مدينة رام الله منذ عام 1968. توفي في فجر يوم الجمعة الموافق للأول من شهر آذار 2013 ووري جثمانه الثرى في موكب شعبي ورسمي مهيب في مقبرة مخيم عسكر للاجئين القريب من مدينة نابلس المحتلة.

## المسيرة العلمية
تلقي دراسته الابتدائية والإعدادية في مدرسة المخيم، ودراسته الثانوية في مدارس مدينة نابلس، درس اللغة الإنجليزية في مركز تدريب المعلمين التابع لوكالة الغوث الدولية ثم عمل مدرساً للغة الإنجليزية في مدارس سلواد، البيرة، واللوثري لمدة تسع سنوات. حاصل على شهادات البكالوريوس باللغة الإنجليزية من جامعة بيرزيت، والماجستير في الإعلام من جامعة ليستر البريطانية، والدكتوراه في الإعلام من جامعة عين شمس المصرية.

## المسيرة العملية
عمل محرراً في صحيفة الشعب المقدسية اليومية، ثم سكرتيراً للتحرير للمكتب الفلسطيني للخدمات الصحفية بالقدس ومجلة العودة السياسية الأسبوعية المقدسية.
أسس مع بعض زملائه الصحفيين الفلسطينيين  نقابة الصحفيين الفلسطينيين ثم انتخب رئيساً للنقابة (والتي كانت تسمى آنذاك برابطة الصحفيين العرب) لمدة سبع سنوات، أسس بعد ذلك مكتباً للإعلام بالقدس عرف باسم (مكتب العرب للصحافة) حتي عام 1993 وذلك بعد ما أغلق الاحتلال الإسرائيلي مكتبه ومنعه من دخول القدس المحتلة بحجة انتمائه لمنظمة التحرير الفلسطينية. كما أسس وقاد عدة مؤسسات فلسطينية إعلامية وصحفية، منها: نقابة الصحفيين الفلسطينيين عام 1982 وكان رئيساً لها حتى عام 1990، ومجلة العودة المقدسية عام 1982 وكان سكرتير تحريرها، هيئة الإذاعة والتلفزيون الفلسطينية عام 1993 وعين رئيساً لها بتكليف من الرئيس الراحل ياسر عرفات حتى العام 2005، ومكتب العرب للصحافة عام 1991 وكان مديره العام، وجمعية التكافل الاجتماعي عام 1988 وكان رئيسها حتى عام 1992، كما شارك في تأسيس عدة جمعيات ومؤسسات وطنية مثل الفلسطينية الدولية للإعلام ومجلة زهرة فلسطين والمنظمات غير الحكومية، وعضو المجلس الوطني الفلسطيني، عضو الفريق الفلسطيني المفاوض لمؤتمر مدريد للسلام، عضو في عشرات المؤسسات الإعلامية والأدبية الدولية مثل اتحادات الصحفيين، كما زار العديد من الدول العربية والغربية وحضر عشرات المؤتمرات الرسمية والدراسية المتخصصة في السياسة والأدب والإعلام ممثلا لبلاده فلسطين. عمل محاضراً للإعلام بجامعة بيرزيت منذ عام 2001 حتى عام 2006 بوظيفة جزئية، وعمل وكيلاً لوزارة الثقافة، ومحاضراً للإعلام في جامعة القدس.

## اعتقاله
اعتقل عدة مرات اعتقالاً إدارياً من قبل سلطات الاحتلال الإسرائيلي في الفترة الواقعة ما بين 1982 وحتى عام 1991، بتهمة الإنتماء إلى حركة فتح. منع من السفر وفرضت علية الإقامة الجبرية المنزلية لمدة عام، اتهم بعضوية القيادة الوطنية الموحدة الانتفاضة الفلسطينية الأولى عام 1987 واعتقل على أثرها.

## مؤلفاته
له العديد من الإصدارات والمقالات والكتب العلمية والأدبية يستخدم بعضها طلبة الجامعات الفلسطينية وخصوصا طلبة الإعلام وله ترجمات.  كما قام بكتابة العديد من المقالات العربية والأجنبية في الصحف المحلية والعربية والأجنبية، وأجرى عشرات المقابلات الإعلامية المقروءة والمسموعة والمرئية المحلية والعربية والدولية، وأوراق بحثية دراسية وأكاديمية قدمت لعشرات المؤثمرات عن الإعلام والسياسة. من مؤلفاته:
- كتاب صحافة الوطن المحتل، يتحدث عن الصحافة الفلسطينية تحت الاحتلال.
- كتاب أصابع تحترق، يحوي مجموعة من المقالات والنشر.
- كتاب الصحافة والانتفاضة، يتحدث عن صحافة الانتفاضة.
- كتاب ترانيم الوتر الحزين، كتاب شعر.
- كتاب فاده الجاسوسية في إسرائيل، ترجمة من الإنجليزية إلى العربية.
- كتاب الاختراق، (مترجم للعربية) كتاب لموشية ديان عن المفاوضات المصرية الاسرائيلية.
- كتاب كلمات إلى فلسطين.
- كتاب نسمات من أرض الرسالات.
- هيئة الإذاعة والتلفزيون الفلسطينية.
- كتاب  أدعية دينية وإشعار.
- كتاب البحوث العلمية والإعلامية.
- كتاب الإعلام الدولي والسياسات الإعلامية.
- كتاب صورة الفلسطيني في الإعلام الغربي – دراسة ميدانية.
- رسالة الماجستير من جامعة ليستر البريطانية، أثر التطور الاجتماعي والتحدي السياسي على أداء الإعلام الفلسطيني.
- كتابين مبادئ جمع وتحليل الإخبار – منهج صحافة أكاديمي – يدرس  في جامعة بيرزيت  الطبعة الأولى – والطبعة الثانية.